# 閃電十一人 王牌前鋒 2012 Xtreme
《閃電十一人 王牌前鋒 2012 Xtreme》是LEVEL-5在2011年12月22日發售的Wii用體育遊戲。是『閃電十一人』系列作中第二部發行在家用主機上的遊戲。

## 特色
本作是《閃電十一人 王牌前鋒》的加強版、與前作最大的不同是，本作可以使用化身、化身必殺技、合體化身及合體化身技。
LEVEL-5將本作定位成「超次元戰鬥足球」。不但有前作的所有角色、還增加了閃電十一人GO的二支隊伍（新生雷門、零隊）。

## 音樂
主題曲由T-Pistonz+KMC演唱。

## 外部連結
- 閃電十一人 王牌前鋒 2012 Xtreme （页面存档备份，存于） - 遊戲官網